# Сура Ан-Нахль
Сура Ан-Нахль (араб. سورة النحل) або Бджоли — шістнадцята сура Корану. Мекканська, містить 128 аятів.